# Strażnica WOP Świątki
Strażnica w Świątkach:
1. podstawowy pododdział graniczny Wojsk Ochrony Pogranicza.
2. graniczna jednostka organizacyjna polskiej straży granicznej realizująca zadania bezpośrednio w ochronie granicy państwowej.

## Formowanie i zmiany organizacyjne
W 1954 roku 105 strażnica WOP Świątki Iławieckie III kategorii funkcjonowała w strukturze 192 batalionu WOP. 
W dniu 27.06.1995 r. w strukturze W-MOSG utworzono Strażnicę SG w Świątkach.2.10.1995 roku zmieniono nazwę strażnicy na strażnica SG w Ŝwiadkach Iławeckich. 
W 2003 roku rozwiązano strażnicę.

## Ochrona granicy
W 1995 roku strażnica ochraniała odcinek granicy od znaku granicznego 2305 (wył.) do 2322.
Strażnice sąsiednie:
104 strażnica WOP Mątyty ⇔ 106 strażnica WOP Szczurkowo - 1954
strażnica SG w Górowie lławieckim ⇔ strażnica SG w Bartoszycach - 1995.

## Komendanci placówki
- kpt. SG Stanisław Baryczka (15.12.1995-30.04.1999)
- por. SG Kazimierz Norejko (1.05.1999-1.01.2003)[2]